# Krieg und Frieden (1956)
Krieg und Frieden (Originaltitel: War and Peace) ist eine US-amerikanisch-italienische Literaturverfilmung aus dem Jahr 1956. Der Film wurde unter der Regie von King Vidor nach dem Buch Krieg und Frieden von Leo Tolstoi gedreht, mit Henry Fonda, Mel Ferrer und Audrey Hepburn in den Hauptrollen. Er zählt zu den erfolgreichsten epischen Kinofilmen der 1950er Jahre.

## Handlung
Russland, Anfang des 19. Jahrhunderts: Andrei Bolkonski und Pierre Besuchow, beide Mitglieder der Moskauer Adelsschicht, sind Freunde. Pierre, der einzige, aber uneheliche Sohn eines russischen Grafen, kann den richtigen Weg seines Lebens nicht finden und ist dem Trunk und dem Glücksspiel verfallen. Aber auch Andrej ist nicht glücklich: Obwohl mit einer der begehrenswertesten Frauen Moskaus verheiratet, empfindet er ihre Anhänglichkeit und die ständigen gesellschaftlichen Verpflichtungen als lästig und fühlt sich in seiner Freiheit und seinen Entwicklungsmöglichkeiten behindert. Darum ist für ihn der anstehende Krieg gegen Napoléon Bonaparte die ersehnte Möglichkeit, auszubrechen. Er zieht als Offizier mit der russischen Armee nach Österreich, Napoleon und seinen Truppen entgegen. In der Schlacht bei Austerlitz begegnet er dem berühmten Herrscher das erste Mal.
Pierre, dessen Vater mittlerweile verstorben ist und ihm sein gewaltiges Vermögen hinterlassen hat, verbringt viel Zeit bei der lebensfrohen Moskauer Familie Rostow. Die jüngste Tochter, die jugendlich lebenslustige Natascha, hegt besondere Gefühle für den älteren Pierre, die zwar auf Gegenseitigkeit beruhen, sich jedoch zunächst nur in Freundschaft ausdrücken. Pierre heiratet die junge, schöne Elena Kuragin. Doch diese Ehe erweist sich schon bald als schwerer Fehler, da sie ihn nur seines Geldes wegen gewählt hat und ihn mit dem leichtlebigen Dolochow betrügt. Nach einem Duell mit Dolochow trennt sich Pierre von Elena, allerdings wird die Ehe nicht geschieden. Auch Andrej ist wieder allein: Seine Frau ist bei der Geburt seines Sohnes verstorben. Während er als Gast auf dem Landsitz der Familie Rostow weilt, verliebt er sich in Natascha und sie sich in ihn. Doch nach dem Willen von Andrejs störrischem und griesgrämigem Vater dürfen sie erst nach einem Jahr heiraten, damit sie die Richtigkeit ihrer Verbindung überdenken. Andrej reist mit der Friedenskommission nach Tilsit.
Derweil verdreht Elena Kuragins Bruder Anatol, ein berüchtigter Herzensbrecher, Natascha den Kopf. Da er dafür kein Verständnis von ihrer Familie erhoffen kann, will er heimlich mit ihr fliehen und macht ihr vor, sie heiraten zu wollen. Pierre kann die Aktion jedoch verhindern und veranlasst Anatol, aus Moskau zu verschwinden. Natascha hat aber zuvor bereits in einem Brief an Andrejs Schwester die Verlobung gelöst, was Andrej schwer getroffen hat.
Bonaparte, der an der Grenze zu Russland steht, weist die Bitte des Zaren um Rückzug, die Andrej ihm als Gesandter überbringt, zurück, fällt in Russland ein und marschiert bis Moskau. Die Bewohner sind vorher geflohen, auch die Rostows. Um den Eroberern so wenig wie möglich zu lassen, wird die Stadt in Brand gesteckt. Pierre will sich zu einer drastischen Tat durchringen und Napoleon aus einem Hinterhalt erschießen, zaudert aber in letzter Sekunde. Er wird verhaftet, als er einer wehrlosen Frau helfen will. Unter den Mitgefangenen befindet sich auch ein einfacher, zwangsrekrutierter russischer Soldat, ein Bauer namens Platon, der trotz seiner Schicksalsschläge den Glauben nicht verloren hat und dem Leben immer noch positive Seiten abgewinnen kann. Er kann Pierre neuen Lebensmut geben. Der russische Winter setzt den napoleonischen Truppen derweil heftig zu. Bonaparte muss aufgeben und sich auf den Rückmarsch machen. Die Kriegsgefangenen, unter ihnen Pierre, werden auf dem beschwerlichen Marsch mitgeschleppt. Die russische Armee, die sich bisher aus taktischen Gründen nur zurückgezogen hat, greift jetzt das geschwächte napoleonische Heer ständig an. Bei einer solchen Aktion, unter dem Kommando Dolochows, wird Pierre befreit. Er versöhnt sich mit Dolochow, der ihn um Vergebung bittet. Bei dieser Gelegenheit erfährt Pierre, dass Elena gestorben und er somit Witwer ist.
Natascha findet Andrej, den sie in einem Lazarett im Hinterland entdeckt, bei der Schlacht von Borodino schwer verwundet und im Sterben liegend vor. Vor seinem Ableben verzeiht er ihr. Die Rostows kehren in die Ruine ihres Hauses in Moskau zurück. Auch Pierre trifft dort ein. Er und Natascha, vom naiven Mädchen zur jungen Frau gereift, entdecken nun ihre Liebe zueinander und gehen gemeinsam in ein neues Leben.

## Synchronisation
Die deutsche Synchronfassung entstand bei der Berliner Synchron. Erika Streithorst schrieb das Dialogbuch und C. W. Burg führte Regie.
| Rolle                             | Darsteller         | Synchronsprecher  |
| --------------------------------- | ------------------ | ----------------- |
| Natascha Rostowa                  | Audrey Hepburn     | Marion Degler     |
| Pierre Besuchow                   | Henry Fonda        | Siegmar Schneider |
| Andrei Bolkonski                  | Mel Ferrer         | Erich Schellow    |
| Anatol Kuragin                    | Vittorio Gassman   | Herbert Stass     |
| Napoleon Bonaparte                | Herbert Lom        | Ernst Schröder    |
| General Kutusow                   | Oskar Homolka      | Eduard Wandrey    |
| Elena Kuragin                     | Anita Ekberg       | Sigrid Lagemann   |
| Dolochow                          | Helmut Dantine     | Klaus Miedel      |
| Prinz Wassili Kuragin             | Tullio Carminati   | Werner Schott     |
| Graf Michail Andrejewitsch Rostow | Barry Jones        | Alfred Haase      |
| Lisa Bolkonsky                    | Milly Vitale       | Kriemhild Falke   |
| Gräfin Ostow                      | Lea Seidl          | Berta Drews       |
| Maria Bolkonskaja                 | Anna Maria Ferrero | Renate Danz       |
| Prinz Bolkonski                   | Wilfred Lawson     | Paul Wagner       |
| Sonja Rostowa                     | May Britt          | Margot Leonard    |
| Nikolai Rostow                    | Jeremy Brett       | Gerd Vespermann   |
| Denissow                          | Patrick Crean      | Axel Monjé        |
| Patja Rostow                      | Sean Barrett       | Ernst Jacobi      |
| Maria Peronskaja                  | Gertrude Flynn     | Anneliese Würtz   |
| Platon                            | John Mills         | Hans Hessling     |

## Anmerkungen

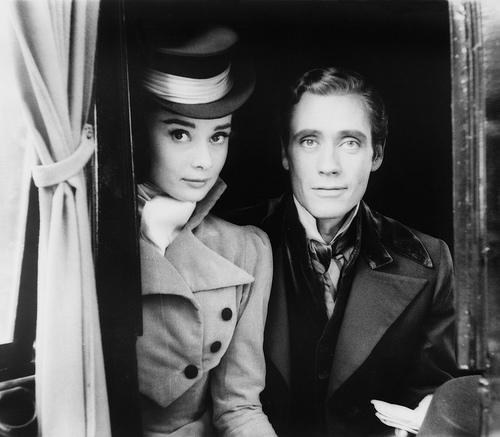
Audrey Hepburn und Mel Ferrer während der Dreharbeiten zu Krieg und Frieden 1955

## Auszeichnungen
- Golden Globe 1957
  - Golden Globe für den besten fremdsprachigen Film
- Oscar 1957
  - Regie: King Vidor (Nominierung)
  - Farbkamera: Jack Cardiff (Nominierung)
  - Kostüme: Marie de Matteis (Nominierung)

## Kritik
„Tolstois Roman aus der russischen Gesellschaft zur Zeit der Napoleonischen Kriege, mit großem Aufwand und ausgezeichneten Schauspielern inszeniert. Obschon etwas zu glatt und ohne künstlerische Form, imponiert der Film durch beachtliche Leistungen bei der Darbietung einer Fülle von Einzelschicksalen und Massenszenen.“

„Gewaltige Schlachten und große Gefühle“